# 1918

## Събития
- 22 януари – Украинската народна република обявява независимостта си от Русия.
- 23 февруари – В Съветския съюз е основана Червената армия.
- 3 март – Подписан е Брест-Литовски мирен договор между Четворния съюз (Германия, Австро-Унгария, България и Османската империя) и Русия.
- 29 април – Павло Скоропадски извършва държавен преврат в Украйна и се обявява за хетман.
- 21 юни – Съставено е тридесет и шестото правителство на България, начело с Александър Малинов.
- 27 септември – Обявена е Радомирската република, начело с Александър Стамболийски.
- 17 октомври – Съставено е тридесет и седмото правителство на България, начело с Александър Малинов.
- 11 ноември – Официално приключва Първата световна война.
- 28 ноември – Съставено е тридесет и осмото правителство на България, начело с Теодор Теодоров.

## Родени
- Стефан Методиев, български футболист († 1975 г.)
- 8 януари – Хаим Оливер, български писател († 1986 г.)
- 11 януари – Едуард Мърфи, американски инженер († 1990 г.)
- 26 януари
  - Филип Фармър, американски писател († 2009 г.)
  - Николае Чаушеску, 1-ви президент на Румъния († 1989 г.)
- 1 февруари – Мюриъл Спарк, шотландска писателка и литературен критик († 2006 г.)
- 15 февруари – Алън Арбъс, американски актьор († 2013 г.)
- 22 февруари – Робърт Уадлоу, най-високият човек живял някога († 1940 г.)
- 23 февруари – Ричард Бътлър, американски инженер и нео-нацист († 2004 г.)
- 26 февруари – Теодор Стърджън, американски писател († 1985 г.)
- 9 март
  - Джордж Линкълн Рокуел, американски политик († 1967 г.)
  - Мики Спилейн, американски писател († 2006 г.)
- 14 март – Георги Димов, български филолог († 1994 г.)
- 16 март – Фредерик Рейнс, американски физик, лауреат на Нобелова награда за физика през 1995 г. († 1998 г.)
- 19 март – Радка Бъчварова, българска аниматорка и режисьорка († 1986 г.)
- 26 март – Анди Хамилтън, британски музикант († 2012 г.)
- 8 април – Бети Форд, Първа дама на САЩ (1974 – 1977) († 2011 г.)
- 17 април – Уилям Холдън, американски актьор († 1981 г.)
- 23 април – Морис Дрюон, френски писател († 2009 г.)
- 11 май – Ричард Файнман, американски физик, лауреат на Нобелова награда за физика през 1965 г. († 1988 г.)
- 13 май – Валентина Топузова, българска преводачка († 2008 г.)
- 25 май – Гриша Островски, български актьор и режисьор († 2007 г.)
- 8 юни – Джеръм Карл, американски физикохимик, носител на Нобелова награда († 2013 г.)
- 15 юни – Франсоа Томбалбайе, чадски политик († 1975 г.)
- 14 юли – Ингмар Бергман, шведски режисьор († 2007 г.)
- 18 юли
  - Нелсън Мандела, южноафрикански политик, лауреат на Нобелова награда за мир през 1993 г. († 2013 г.)
  - Руджеро Ричи, американски цигулар († 2012 г.)
- 27 юли – Пенчо Кубадински, български политик († 1995 г.)
- 31 юли – Ханк Джоунс, американски джаз пианист и композитор († 2010 г.)
- 13 август – Фредерик Сангър, британски биохимик, двукратен Нобелов лауреат през 1958 и 1980 г. († 2013 г.)
- 26 август – Катрин Джонсън, американска физичка († 2020 г.)
- 3 септември – Хелън Уогнър, американска актриса († 2010 г.)
- 13 септември – Атанас Ставрев, български футболист и съдия († 1990 г.)
- 22 септември – Хенрик Шеринг, полско-мексикански цигулар († 1988 г.)
- 26 септември – Григорий Климов, руски писател († 2007 г.)
- 6 октомври – Го Кен Суи, сингапурски политик († 2010 г.)
- 18 октомври – Константинос Мицотакис, гръцки политик († 2017 г.)
- 16 ноември – Тодор Шошев, български общественик († 1991 г.)
- 29 ноември – Фридрих Йозиас Сакскобургготски, германски благородник († 1998 г.)
- 11 декември – Александър Солженицин, руски писател и историк, лауреат на Нобелова награда за литература през 1970 г. († 2008 г.)
- 15 декември – Север Гансовски, руски писател († 1990 г.)
- 21 декември – Курт Валдхайм, австрийски политик († 2007 г.)
- 23 декември – Хелмут Шмит, германски политик († 2015 г.)
- 25 декември – Ануар Садат, египетски политик, лауреат на Нобелова награда за мир през 1978 г. († 1981 г.)
- 26 декември – Георгиос Ралис, гръцки политик († 2006 г.)

## Починали
- Леонидас Папазоглу, гръцки фотограф (р. 1872 г.)
- Милан Радивоев, български книжовник (р. 1845 г.)
- януари – Спиро Гулабчев, български общественик (р. 1856 г.)
- юли – Илия Кърчовалията, български хайдутин и революционер (р. 1856 г.)
- 6 януари – Георг Кантор, немски математик (р. 1845 г.)
- 10 януари – Константин Иречек, чешки историк (р. 1854 г.)
- 26 януари – Евалд Херинг, германски физиолог (р. 1834 г.)
- 6 февруари – Густав Климт, австрийски художник (р. 1862 г.)
- 8 февруари – Луи Рено, френски юрист (р. 1843 г.)
- 10 февруари
  - Абдул Хамид II, султан на Османската империя (1876 – 1909) (р. 1842 г.)
  - Ернесто Теодоро Монета, италиански политик (р. 1833 г.)
- 15 февруари – Кристиан Вагнер, немски писател (р. 1835 г.)
- 28 февруари – Андон Балтов, български революционер (р. 1849 г.)
- 9 март – Франк Ведекинд, немски писател (р. 1864 г.)
- 14 март – Цезар Кюи, руски композитор (р. 1835 г.)
- 22 март – Панайот Хитов, български революционер (р. 1830 г.)
- 25 март – Клод Дебюси, френски композитор (р. 1862 г.)
- 11 април – Ото Вагнер, австрийски архитект (р. 1841 г.)
- 13 април – Лавър Корнилов, руски генерал (р. 1870 г.)
- 20 април – Христо Никифоров, български политик (р. 1855 г.)
- 21 април – Манфред фон Рихтхофен, немски авиатор (р. 1892 г.)
- 23 април – Димитър Ризов, български революционер и дипломат (р. 1895 г.)
- 25 април – Димитър Светогорски, български морски офицер
- 28 април – Гаврило Принцип, сръбски националист (р. 1894 г.)
- 30 април – Йосиф Търновски, български духовник (р. 1870 г.)
- 26 май – Иван Йончев, български поет (р. 1884 г.)
- 21 юни – Едуард Абрамовски, полски учен (р. 1868 г.)
- 26 юни – Петер Розегер, австрийски писател (р. 1843 г.)
- 15 юли – Димитър Кирков, български военен деец (р. 1861 г.)
- 17 юли – Анастасия Николаевна, руска княгиня (р. 1901 г.)
- 17 юли – Олга Николаевна, руска княгиня (р. 1895 г.)
- 18 юли – Елизавета Фьодоровна, руска княгиня (р. 1864 г.)
- 29 юли – Мирон Бешков, български общественик (р. 1837 г.)
- 18 септември – Васил Манолов, български майор (р. 1888 г.)
- 28 септември – Георг Зимел, германски философ и социолог (р. 1858 г.)
- 2 октомври – Дончо Златков, български революционер (р. 1865 г.)
- 13 октомври – Герит Енгелке, немски писател (р. 1890 г.)
- 18 октомври
  - Радко Димитриев, български генерал (р. 1859 г.)
  - Коломан Мозер, австрийски художник, декоратор и дизайнер (р. 1868 г.)
- 31 октомври – Егон Шиле, австрийски художник (р. 1890 г.)
- 9 ноември – Гийом Аполинер, френски поет, писател и критик (р. 1880 г.)
- 23 ноември – Харалд Киде, датски писател (р. 1878 г.)
- 1 декември – Герасим Струмишки, български духовник (р. 1860 г.)
- 2 декември – Едмон Ростан, френски драматург (р. 1868 г.)
- 11 декември – Иван Цанкар, словенски писател (р. 1876 г.)
- 24 декември – Йевто Дедиер, сръбски географ (р. 1880 г.)

## Нобелови награди
- Физика – Макс Карл Ернст Лудвиг Планк
- Химия – Фриц Хабер
- Физиология или медицина – наградата не се присъжда
- Литература – наградата не се присъжда
- Мир – наградата не се присъжда